# Life Science & Technology
Life Science & Technology (LST) is een universitaire opleiding die wordt gegeven aan de RUG en aan de TU Delft in samenwerking met de Universiteit Leiden. In Delft is de opleiding gehuisvest in de vernieuwde faculteit Applied Sciences en in Leiden in het Gorlaeus. De opleiding in Delft/Leiden is opgericht in 1999 en heeft een studievereniging, genaamd LIFE.
De opleiding is erg breed en combineert elementen van verschillende vakgebieden zoals farmacie, biologie, natuurkunde, scheikunde en techniek. Bij de opleiding wordt er vooral gekeken naar wat er plaatsvindt binnen één cel.